# Baniamulenges

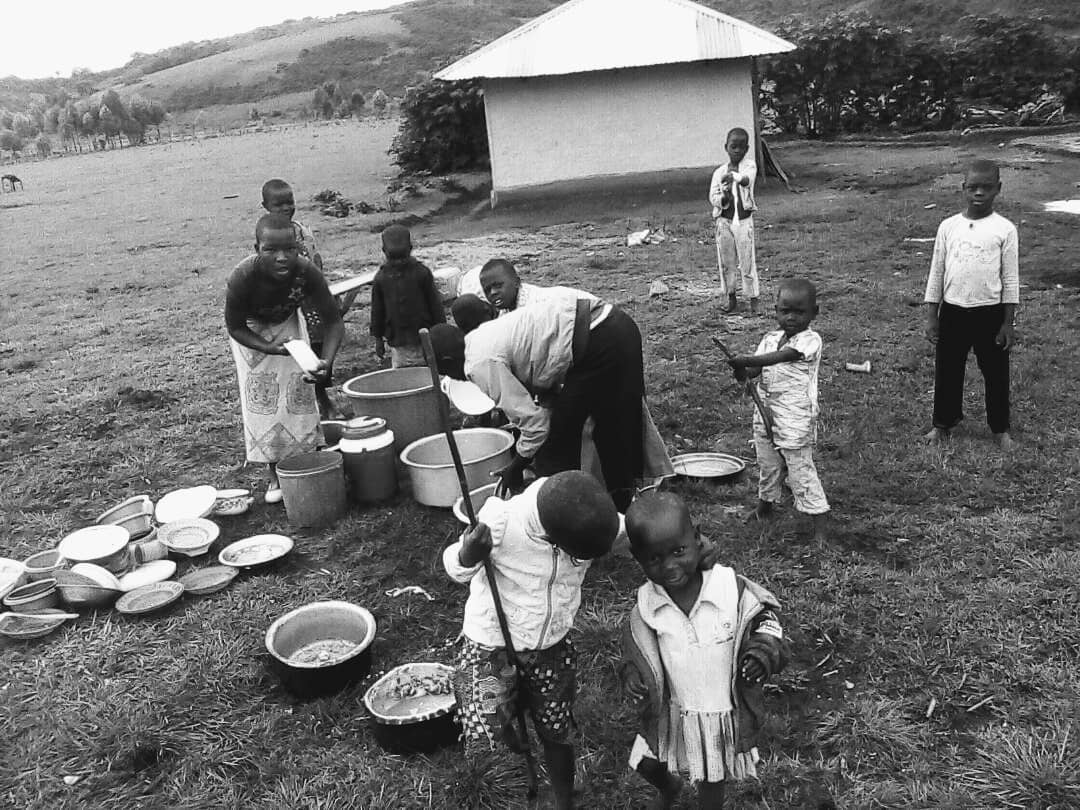
Crianças baniamulenges em 2019. Na cultura baniamulenge as crianças devem lavar a louça depois das refeições como forma de gratidão

Os baniamulenges (em língua quiniaruanda: banyamulenge) ou tútsis baniamulenges são uma comunidade étnica que vive principalmente na província de Quivu do Sul, na República Democrática do Congo, com raízes principalmente em Ruanda. Os baniamulenges são cultural e socialmente relacionados aos tútsis baniaruandas encontrados em Ruanda, sendo que a maioria fala a língua quiniaruanda (língua oficial de Ruanda).
Os baniamulenges desempenharam um papel importante na guerra que Mobutu Sese Seko empreendeu contra a rebelião Simba, que não foi apoiada pela maioria das outras tribos no Quivu do Sul. Após o fim da rebelião Simba, os baniamulenges apoiaram sua integração e naturalização no que era então o Zaire. Seu papel durante a Primeira Guerra do Congo e no apoio às facções envolvidas nos conflitos regionais subsequentes (apoio principalmente ao Reagrupamento Congolês para a Democracia–Goma, ao Movimento de Libertação do Congo e ao Congresso Nacional para a Defesa do Povo) e, mais importante, pelo fato de que dois dos presidentes mais influentes de seu país os declararam inimigos do estado, tanto em 1996 (Mobutu Sese Seko) quanto em 1998 (Laurent-Désiré Kabila, a quem haviam apoiado entre 1996 e 1998).
Os baniamulenges têm sido um ponto de controvérsia no país desde que desempenharam um papel fundamental nas tensões contra a rebelião Simba (1963-1965), a Primeira Guerra do Congo (1996-1997), a Segunda Guerra do Congo (1998-2003) e a presidência de Joseph Kabila (2001-2019). As guerras na República Democrática do Congo afetaram mais de 10 milhões de vidas, a maioria das quais quinxassa-congoleses que não são baiamulenge, com baixas continuando nas províncias de Ituri, Quivu do Norte, Quivu do Sul e Tanganhica.
No final da década de 1990, o cientista político René Lemarchand afirmou que os baniamulenges somavam cerca de 50.000 a 70.000 pessoas. Gérard Prunier cita cerca de 60.000 a 80.000, um número de cerca de 3% a 4% da população total da província de Quivu do Sul. Lemarchand afirma que o número de 400.000 dado por Joseph Mutambo "é grosseiramente inflado". Lemarchand também observou que o grupo representa "um caso bastante único de etnogênese".